# Tokugava család

A Tokugava család jelképe (mon)

A Tokugava-család (徳川氏; Tokugava-si; Hepburn: Tokugawa-shi) japán daimjócsalád volt, az Edo-bakufu vezetője 1603 és 1867 között. Származásukat Szeiva japán császárhoz vezették vissza, és a Minamoto család egyik 13. századi Nitta leszármazottjától eredeztették magukat. A család korai történetét azonban homály fedi.

## Története
Tokugava Iejaszu a család származását két módon igyekezett igazolni. Az egyik szerint Nitta Josiszue, a Nitta nevet felvevő Minamoto no Josisige negyedik fia a kózukei Tokugavában telepedett le, és felvette annak nevét, majd egy leszármazottja Mikavában megalapította a Macudaira családot.nek említést. Iejaszu másik változata szerint a család a Fudzsivarákra vezethető vissza.
Iejaszu a Tokugava családnevet 1567-től, a császár engedélyével kezdte használni. A hadakozó fejedelemségek korát lezáró szekigaharai csatában győztes Iejaszut a császár 1603-ban sógunná nevezte ki, ő pedig Edóban megalapította a Tokugava-sógunátust. Létrehozta a család három oldalágát – a Kii, a Mito és az Ovari Tokugavákat –, ahonnan örökösöket jelölhettek a főág vezetésére ha annak nem volt örököse. Ezek mellé kevésbé jelentős családok is létrejöttek. Hatalmukat két és fél évszázadon keresztül megtartották, Edóból kormányozva Japánt. 1867-ben Csósú és Szacuma lázadása során Tokugava Josinobu, az utolsó sógun lemondott, átadva a hatalmat Meidzsi császárnak. Ennek ellenére kitört a Bosin-háború a sógunátus és a császár hívei között, ami az utóbbiak győzelmével végződött.